# Park Narodowy Congaree
Park Narodowy Congaree (ang. Congaree National Park) – park narodowy położony w południowo-zachodniej części stanu Karolina Południowa w Stanach Zjednoczonych. Park został utworzony w 2003 na powierzchni 88,49 km². Jest to jeden z najmniejszych amerykańskich parków narodowych. W 1983 został uznany rezerwatem biosfery.

## Flora
Na terenie parku występują m.in.: cypryśnik błotny.

## Turystyka
Infrastruktura turystyczna Parku Narodowego Congaree jest stosunkowo dobrze rozwinięta. Łączna długość szlaków turystycznych to kilkadziesiąt kilometrów. Na terenie parku można uprawiać: turystykę pieszą, canoeing, kajakarstwo oraz wędkarstwo.